# برنارد فرانك
برنارد فرانك (بالإنجليزية: Bernard Frank)‏ هو عالم بيئة أمريكي، ولد في 7 مارس 1902، وتوفي في 15 نوفمبر 1964.

## وصلات خارجية
- برنارد فرانك على موقع أرشيف الشارخ.